# Cloudy with a Chance of Meatballs (filme)
Cloudy with a Chance of Meatballs é um filme de comédia animado em 3D produzida pela Sony Pictures Animation, distribuída pela Columbia Pictures, e lançado em 18 de setembro de 2009. O filme é baseado no livro de mesmo nome de autoria do escritor americano Judi Barrett e ilustrador Ron Barrett, foi lançada em 14 de setembro de 1978.
O filme apresenta as vozes de Bill Hader, Anna Faris, Bruce Campbell, James Caan, Bobb'e J. Thompson, Andy Samberg, Benjamin Bratt, Neil Patrick Harris, Al Roker, Lauren Graham e Will Forte. Foi escrito e dirigido por Phil Lord e Chris Miller.
O filme recebeu críticas muito positivas, e foi um sucesso modesto, ganhando 243 milhões de dólares em todo o mundo. A sequência, intitulada Cloudy with a Chance of Meatballs 2, foi lançado em 27 de setembro de 2013.
Uma série de televisão baseada no filme com o mesmo título estreou em 20 de fevereiro de 2017, no Cartoon Network.

## Enredo
Flint Lockwood, o personagem principal, mora em Boca da Maré, um lugar escondido debaixo do "A" do Atlântico onde o alimento mais popular é a Sardinha. No inicio Flint, mostra sua 1ª experiência na escola quando era criança, o sapato Spray. Ele passa o spray em seu pé e quando vira um sapato, um outro aluno (Brent) ,pergunta como ele iria tirar o sapato, Flint não consegue retirar o sapato, ele estava grudado nos pés. "Nunca mais verei meus pés" ele diz. Em casa sua mãe vai consolá-lo dando-lhe um Jaleco de cientista que a Mãe daria de aniversário para ele, e diz-lhe para nunca desistir e que um dia ele seria um Grande Inventor. Mesmo após a morte de sua mãe ele inventa muitas invenções desastrosas, como o Tradutor de fala de macaco e os Ratássaros.
O pai de Flint sempre tenta fazer com que o filho vá trabalhar na loja de Sardinhas com ele, quando Flint, ao lado de seu Macaco de estimação Steve, o macaco que fala graças ao Tradutor de fala de Macaco perceberam que a cidade precisava era de mais opções de comida. Quando ele inventou a FLDSMDFR (Flint Lockwood Diatônico Super Mutante Dinámico Fazedor de Rango, em português). Porém Flint precisava de mais energia, ele foi ao centro da cidade onde o prefeito estava para inaugurar o parque de diversões "Sardinholândia" onde uma repórter estava cobrindo tudo em rede nacional, para consumir a energia dos distribuidores. Flint estava ligando a máquina quando houve um acidente e a máquina saiu voando destruindo Sardinholândia e tomando rumo ao céu.

## Elenco
| Personagem            | Vozes               |
| --------------------- | ------------------- |
| Flint Lockwood        | Bill Hader          |
| Samantha "Sam" Sparks | Anna Faris          |
| Steve                 | Neil Patrick Harris |
| Tim Lockwood          | James Caan          |
| Prefeito Shelbourne   | Bruce Campbell      |
| Cal Devereaux         | Bobb'e J. Thompson  |
| Earl Devereaux        | Mr. T               |
| Patrick Patrickson    | Al Roker            |
| Brent                 | Andy Samberg        |
| Manny                 | Benjamin Bratt      |

## Produção
Em 9 de maio de 2003, um ano após sua fundação, a Sony Pictures Animation anunciou o seu sexto filme uma adaptação cinematográfica do livro infantil Cloudy with a Chance of Meatballs. Os irmãos Brizzi foram contratados para dirigir o filme, com Wayne Rice inicialmente adaptando o roteiro. Em 2006, foi relatado que o filme iria ser dirigido por novos diretores e escritores, Phil Lord e Chris Miller.
Em 18 de setembro de 2008, Variety anunciou que Bill Hader e Anna Faris tinha assinado para expressar os dois personagens principais, com James Caan, Bruce Campbell, Mr. T, Andy Samberg, Neil Patrick Harris, Bobb'e J. Thompson, Benjamin Bratt, Al Roker, Lauren Graham e Will Forte também no elenco de voz original.

## Recepção

### Crítica
O filme recebeu avaliações mistas a positivas dos críticos. O Rotten Tomatoes relata que 86% dos críticos deram opiniões positivas, baseados em 136 Comentários com uma classificação média de 7,3/10. Uma declaração diz "humor peculiar e personagens corajosos fazem esta comédia familiar um momento saboroso e frenético no cinema". Já o Metacritic apresenta 66% com base em 24 avaliações.

### Bilheteria
Cloudy with a Chance of Meatballs foi um sucesso de bilheteria, ganhando um total de 243 milhões dólares em um orçamento relatado de US$ 100 milhões. 51% do bruto ou US$ 124.870.275 veio do mercado interno, enquanto o restante, US$ 118.135.851, de outros territórios.
O filme ganhou US$ 8,137,358 em sua abertura, sexta-feira, e ficou em 1 º lugar nas bilheterias, com um total de 30,3 milhões dólares para o primeiro fim de semana. Em seu segundo fim de semana, manteve-se em 1 º com uma redução de apenas 17%. Ele atualmente detém o recorde de maior fim de semana de abertura em terceiro lugar no mês de setembro.

### Prêmios
| Prêmio                                    | Categoria                                                                   | Beneficiário             | Resultado |
| ----------------------------------------- | --------------------------------------------------------------------------- | ------------------------ | --------- |
| Annie Awards                              | Efeitos Animados                                                            | Tom Kluyskens            | Indicado  |
| Annie Awards                              | Melhor Animação                                                             |                          | Indicado  |
| Annie Awards                              | Melhor Diretor de Produção                                                  | Phil Lord e Chris Miller | Indicado  |
| Annie Awards                              | Escrita em uma produção de longa                                            | Phil Lord e Chris Miller | Indicado  |
| Broadcast Film Critics Association Awards | Melhor Animação                                                             |                          | Indicado  |
| Globo de Ouro                             | Melhor Animação                                                             |                          | Indicado  |
| Satellite Awards                          | Melhor Animação                                                             |                          | Indicado  |
| Visual Effects Society Awards             | Excelente animação em uma imagem animada de movimento de recurso            |                          | Indicado  |
| Visual Effects Society Awards             | Excelente animação de efeitos em uma imagem animada de movimento de recurso |                          | Indicado  |

## Trilha sonora
Cloudy with a Chance of Meatballs é a trilha sonora do filme de mesmo nome, lançado pela Sony Pictures Entertainment em 15 de setembro de 2009. As músicas do filme e deste álbum são creditadas como compostas e produzidas pelo compositor americano Mark Mothersbaugh, que faz parte do grupo musical Devo.
Lista de faixas
Toda a música é composta por Mark Mothersbaugh, exceto onde indicado.
| N.º            | Título                                                                | Artista(s)       | Duração |  |
| 1.             | "Raining Sunshine" (Matthew Gerrard, Jay Landers, Charlie Midnight)   | Miranda Cosgrove | 3:44    |  |
| 2.             | "Swallow Falls"                                                       |                  | 0:47    |  |
| 3.             | "Introducing Flint"                                                   |                  | 4:16    |  |
| 4.             | "The Latest Invention"                                                |                  | 1:23    |  |
| 5.             | "The Mayor/Earl Warns Flint"                                          |                  | 1:17    |  |
| 6.             | "Sam's Big Break"                                                     |                  | 0:50    |  |
| 7.             | "Powering Up"                                                         |                  | 1:05    |  |
| 8.             | "Failure Again"                                                       |                  | 1:54    |  |
| 9.             | "Meatier Shower"                                                      |                  | 3:10    |  |
| 10.            | "A Father's Love"                                                     |                  | 1:19    |  |
| 11.            | "Ice Cream Wonderland"                                                |                  | 1:22    |  |
| 12.            | "Snowball!"                                                           |                  | 1:15    |  |
| 13.            | "The Mayor's Big Plan"                                                |                  | 1:16    |  |
| 14.            | "Activation and the Jell-O Dome"                                      |                  | 1:39    |  |
| 15.            | "Sam and Flint Bond"                                                  |                  | 2:00    |  |
| 16.            | "Doubting Dad/Mutations"                                              |                  | 2:57    |  |
| 17.            | "The Spaghetti Twister"                                               |                  | 3:08    |  |
| 18.            | "Aftermath"                                                           |                  | 2:26    |  |
| 19.            | "Flint's Determination"                                               |                  | 2:44    |  |
| 20.            | "The Food Storm"                                                      |                  | 2:08    |  |
| 21.            | "The Mission Begins"                                                  |                  | 2:36    |  |
| 22.            | "Outside the Meatball"                                                |                  | 1:57    |  |
| 23.            | "Inside the Meatball"                                                 |                  | 1:39    |  |
| 24.            | "Earl Takes Charge"                                                   |                  | 2:00    |  |
| 25.            | "Sentient Chickens"                                                   |                  | 2:42    |  |
| 26.            | "Worldwide Chaos"                                                     |                  | 0:57    |  |
| 27.            | "Anaphylactic Love"                                                   |                  | 1:41    |  |
| 28.            | "Attack of the Gummi Bears"                                           |                  | 1:40    |  |
| 29.            | "Here's the Cheese"                                                   |                  | 1:25    |  |
| 30.            | "The Heart of the Meatball"                                           |                  | 1:17    |  |
| 31.            | "Spray-On Triumph"                                                    |                  | 1:55    |  |
| 32.            | "Flint Returns"                                                       |                  | 3:31    |  |
| 33.            | "Sunshine, Lollipops and Rainbows" (Marvin Hamlisch, Howard Liebling) | Lesley Gore      | 1:37    |  |
| Duração total: | Duração total:                                                        | Duração total:   | 65:16   |  |